# 维勒巴丹
维勒巴丹（法語：Villebadin，法語發音：[vilbadɛ̃] ⓘ）是法国奥恩省的一个旧市镇，位于该省北部，属于阿让唐区。2017年1月1日，维勒巴丹和相邻的另外13个市镇合并为新市镇欧日地区古费恩（Gouffern-en-Auge）。

## 地理
维勒巴丹（48°46'45"N, 0°9'16"E）面积12.93 平方千米，位于法国诺曼底大区奧恩省，该省份为法国西北部内陆省份，北起顺时针与卡爾瓦多斯省、厄尔省、厄尔-卢瓦省、萨尔特省、马耶讷省和芒什省接壤。
与维勒巴丹接壤的市镇（或旧市镇、城区）包括：奥梅埃勒、阿韦尔讷苏塞姆、圣莱奥纳尔堡、埃姆、费勒、勒潘欧阿拉。
维勒巴丹的时区为UTC+01:00、UTC+02:00（夏令时）。

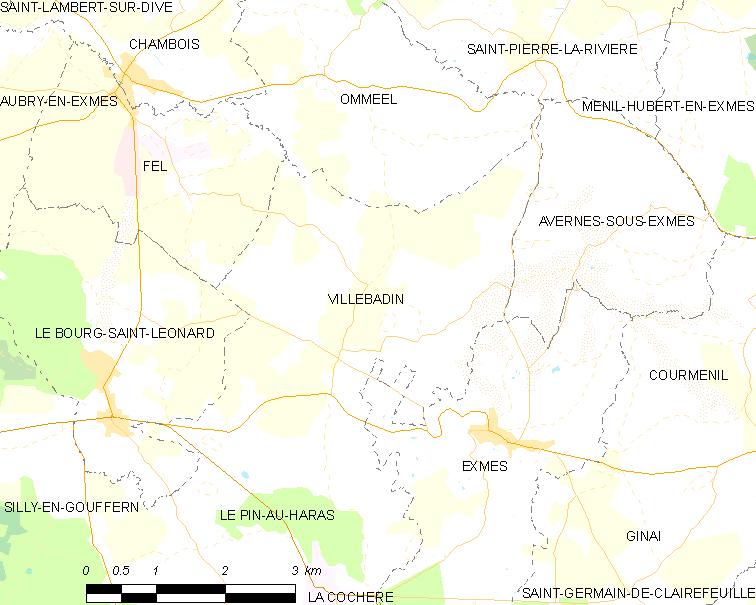
维勒巴丹的OSM定位图

## 行政
维勒巴丹的邮政编码为61310，INSEE市镇编码为61504。

## 政治
维勒巴丹所属的省级选区为阿让唐第二县。

## 人口

1962-2008年间维勒巴丹人口变化图示

维勒巴丹于2018年1月1日时的人口数量为126人。